# کوه ایسکو
کوه ایسکو (به اسپانیایی: Isku) یک کوه در پرو است که در Peru, Lima Region, Oyón Province واقع شده‌است. کوه ایسکو ۵٬۰۰۰ متر بالاتر از سطح دریا واقع شده‌است.